# 棒花两极虫
棒花两极虫（学名：Myxidium abbottinae）为两极科两极虫属的动物。在中国，分布于四川等，营寄生生活，寄生在乐山棒花鱼的胆囊。